# Steve Corica
Steve Corica (Innisfail, 24 maart 1973) is een voormalig Australisch voetballer.

## Australisch voetbalelftal
Corica debuteerde in 1993 in het Australisch nationaal elftal en speelde 32 interlands, waarin hij 5 keer scoorde. Daarnaast was hij actief op de Olympische Spelen van 1996 in Atlanta.